# Проспект Грушевського (Кам'янець-Подільський)
Проспе́кт Груше́вського — єдиний проспект у Кам'янці-Подільському. Названо на честь історика Михайла Грушевського, який близько двох місяців, у лютому — березні 1919 року, жив і працював у Кам'янці-Подільському.

## Історія назв
До 17 лютого 1967 року — вулиця Загородня, від 17 лютого 1967 року до 1 червня 1992 року — проспект Леніна. Була спільна постанова міськкому КПУ та міськвиконкому від 27 листопада 1962 року про перейменування з нагоди 900-річчя міста на проспект Карла Маркса, але з якихось причин постанову не ввели в дію. 28 лютого 1995 року пленум міської ради ветеранів запропонував перейменувати на проспект 50 років Перемоги, але пропозиція залишилася без розгляду.

## Найвідоміші об'єкти
Проспект простягнувся від залізничного мосту біля селища Першотравневе на півночі до мосту «Стрімка лань» на півдні. Довжина — 6,5 км. Прикінцеві номери: зліва — 39, справа — 80.
Через проспект 8 липня 1980 року пройшла естафета Олімпійського вогню.
На проспекті розмістилися:
- ВАТ «Завод дереворізального інструменту Мотор»,
- кінотеатр (тепер — молодіжний центр) «Юність» (закладено 4 січня 1972 року, відкрито 20 грудня 1975 року),
- міський стадіон імені Тонкочеєва,
- мотобольний стадіон,
- дитячо-юнацька спортивна школа № 2,
- центральний міський ринок,
- 12-поверховий будинок проектно-конструкторського бюро автоматизованих систем управління (ПКБ АСУ),
- загальноосвітня школа № 15 (відкрито 1 вересня 1964 року),
- два гуртожитки технікуму Подільського державного аграрно-технічного університету,
- гуртожитки Кам'янець-Подільського державного університету,
- навчально-виховний комплекс (спочатку школа-інтернат № 1, потім обласний педагогічний ліцей).

Проспект проходить повз Руськофільварецьке кладовище.